# Andre Marriner

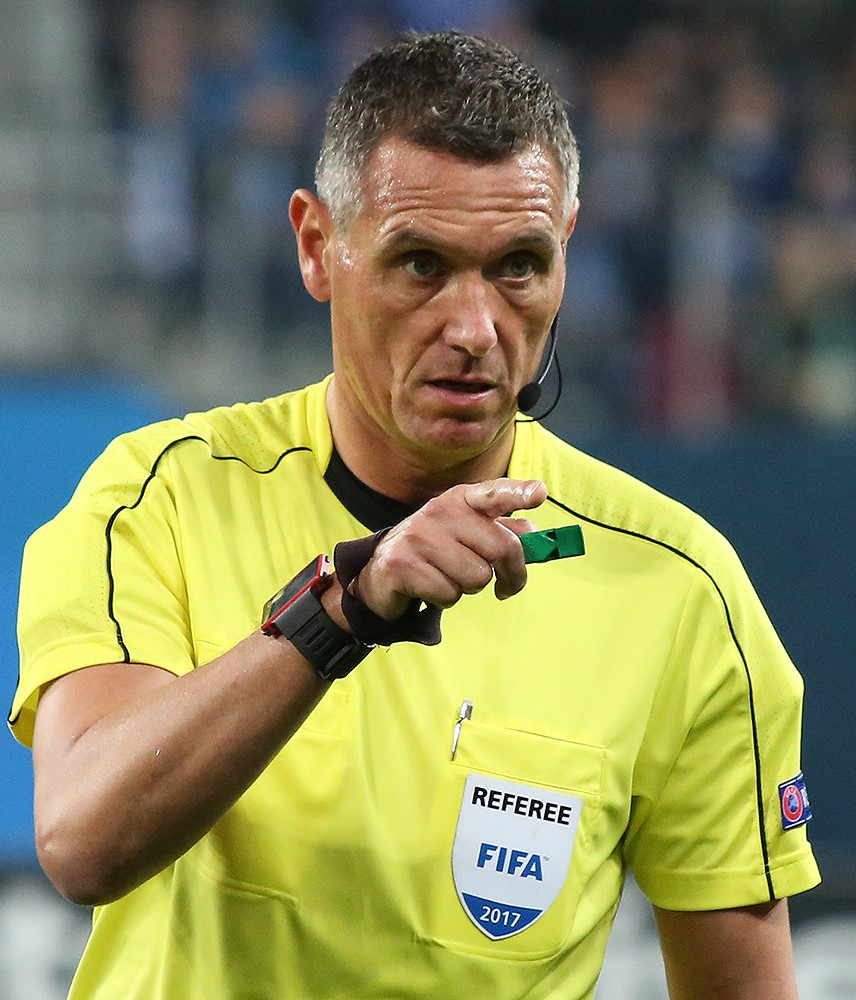
Andre Marriner (2017)

Andre Marriner (* 1. Januar 1971 in Birmingham) ist ein ehemaliger englischer Fußballschiedsrichter.
Marriner war ab 1992 Schiedsrichter. Seit der Saison 2003/04 leitete Marriner Spiele in der EFL League One und der EFL Championship, ab der Saison 2004/05 auch im EFL Cup und FA Cup. Er war seit seinem Debüt im November 2004 Schiedsrichter in der Premier League und leitete in dieser bis zu seinem Karriereende nach der Saison 2022/23 insgesamt 390 Premier-League-Spiele.
Von 2009 bis 2017 stand Marriner auf der Liste der FIFA-Schiedsrichter und leitete internationale Fußballspiele, darunter 12 Spiele in der Europa League, elf Spiele in der Qualifikation zur Europa League sowie sieben Spiele in der Qualifikation zur Champions League, darüber hinaus fünf Spiele in der EM-Qualifikation und ein Spiel in der europäischen WM-Qualifikation. Bei der Europameisterschaft 2016 in Frankreich war Marriner Torschiedsrichter im Team von Mark Clattenburg.
Marriner leitete mehrere Finalspiele im englischen Vereinsfußball. Am 8. August 2010 war Marriner Schiedsrichter des Spiels um den FA Community Shield zwischen dem FC Chelsea und Manchester United (1:3). Am 11. Mai 2013 pfiff er das Finale des FA Cup 2012/13 zwischen Manchester City und Wigan Athletic (0:1). Einige Jahre später leitete Marriner am 26. Februar 2017 das Finale des EFL Cup 2016/17 zwischen Manchester United und dem FC Southampton (3:2).